# Russell-Gruppe
Die Russell-Gruppe (englisch Russell Group) ist ein Verbund von 24 britischen Forschungsuniversitäten mit akademischem Exzellenz-Status.
Ab 2017 erhielten die Mitglieder der Russell-Gruppe rund 75 % aller Forschungsstipendien und Auftragserlöse von Universitäten im Vereinigten Königreich. Ihre Absolventen stellen 61 % aller Arbeitsplätze im Vereinigten Königreich und rund 17 % aller britischen Hochschulabsolventen kommen allein aus ihren Reihen. Die Mitglieder der Russell-Gruppe vergeben 60 % aller Promotionen im Vereinigten Königreich. Im Rahmen des Research Excellence Framework 2014 wurden 68 % der weltweit führenden Forschung an den Universitäten der Russell Group durchgeführt. Von den 21 Universitäten der Russell-Gruppe, die mit dem Teaching Excellence and Student Outcomes Framework (TEF) ausgezeichnet wurden, wurden 10 Goldpreise (48 %), 10 Silberpreise (48 %) und ein Bronzepreis (5 %) vergeben.

## Geschichte
Die Gründung erfolgte im Jahre 1994, um die Interessen von Universitäten gegenüber der Regierung und Regierungsorganisationen zu vertreten.
18 ihrer 24 Mitglieder sind unter den Top 20 der britischen Universitäten nach Forschungsgeldern und 2004/2005 entfielen 65 % der Forschungsfinanzierung durch den englischen Hochschulfinanzierungsrat (HEFCE) auf die dortigen Russell-Universitäten.
Der Name leitet sich davon ab, dass die ersten formlosen Treffen der Gruppe im Londoner Russell Hotel stattfanden.
Die Gruppe setzte sich von Beginn an für Studiengebühren ein und handelte nach dem kontrovers diskutierten neuen Hochschulgesetz im Jahre 2004 die Möglichkeit variabler, zusätzlicher Gebühren aus. Als Antwort gründeten die Studenten der 19 Universitäten ihre eigene Parallelorganisation, die sogenannte Aldwych-Gruppe.
Im August 2012 wurden die Universitäten Queen Mary (London), Durham, Exeter und York als neue Mitglieder aufgenommen.

## Mitglieder
- Queen Mary University of London
- Queen’s University Belfast
- University of Birmingham
- University of Bristol
- University of Cambridge
- Cardiff University
- The University of Edinburgh
- University of Glasgow
- University of Leeds
- University of Liverpool
- Imperial College London
- King’s College London
- London School of Economics
- University College London
- University of Manchester
- Newcastle University
- University of Nottingham
- University of Oxford
- University of Sheffield
- University of Southampton
- University of Warwick
- University of Durham
- University of Exeter
- University of York